# Giáo Liêm
Giáo Liêm là một xã thuộc huyện Sơn Động, tỉnh Bắc Giang, Việt Nam.
Xã Giáo Liêm có diện tích 21,47 km², dân số năm 1999 là 2.871 người, mật độ dân số đạt 134 người/km².